# 3-Méthylglutaconyl-coenzyme A
La 3-méthylglutaconyl-coenzyme A, abrégée en 3-méthylglutaconyl-CoA, est le thioester de l'acide 3-méthylglutaconique avec la coenzyme A. C'est un intermédiaire du métabolisme de la leucine, dans lequel il est converti en HMG-CoA.